# Храм Покрова Пресвятой Богородицы (Пархомовка)
Церковь Покрова Богородицы — православный храм в селе Пархомовка Володарского района Киевской области (на время постройки — Сквирского уезда Киевской губернии).
Первый крупный храм, построенный в неорусском стиле. Архитектор Владимир Покровский, помощники архитектора — П. Д. Благовещенский, И. Ф. Безпалов; художники Николай Рерих, В. Т. Перминов; мозаичные работы частной мастерской Владимира Фролова).

## История

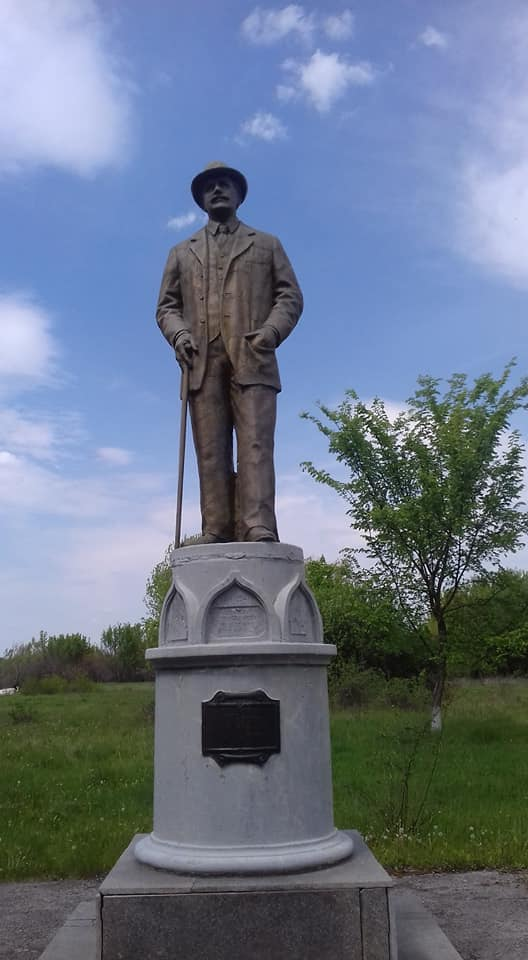
Памятник Виктору Голубеву у храма

Церковь Покрова Богоматери с приделом Святого Виктора была построена в 1903—1907 годах по замыслу инженера, крупного промышленника, благотворителя Виктора Фёдоровича Голубева.
Храмовый ансамбль включает в себя одноглавый храм с одним приделом и колокольней, дом священнослужителя, сторожку, кирпичную ограду с воротами, калитками и угловыми башенками.
Слова Н. А. Шараевского — ценнейшее свидетельство, человека принимавшего участие в торжествах закладки и освящения усадебной церкви. Согласно словам этого уездного законоучителя, появление «древнерусского» храма связано с именем В. Ф. Голубева: «[…] Обширный каменный храм в честь Покрова Пресвятыя Богородицы […] построен по проекту и под непосредственным наблюдением известного архитектора академика В. А. Покровского в древнерусском стиле новгородских храмов XIII в. Стиль выдержан строго, как в здании самом, так и в украшении его, — в иконостасе, живописи, утвари, ризнице, во всём до мельчайших подробностей.
Идея такого именно храма принадлежит самому В. Ф. Голубеву, который был большим любителем и компетентным ценителем искусств, а выполнение её талантливому архитектору В. А. Покровскому, который вложил в это дело всю душу. Внешним и внутренним видом, богатством, красотою храм производит грандиозное впечатление, и мог бы служить украшением большого города».
Виктор Голубев скончался 23 февраля 1903 года в Риме. Его тело привезли в семейное имение, где после завершения постройки церкви захоронили в склепе в приделе святого Виктора.
Возводился храм на средства и под наблюдением его сыновей — Виктора Викторовича и Льва Викторовича Голубевых.
Зодчим учитывались пожелания, указания и замечания братьев.
Колокольня отдалённо напоминает часозвоню в новгородском Детинце; под шлемовидным куполом помещена храмозданная надпись.
Придел святого Виктора, расположенный с юга, представляет собой завершённое самостоятельное произведение.
Модерн ярко проявился в проекте ворот и рисунке части оконных проёмов и рам.
Выпадает из стиля храма гранёный барабан увенчанный шлемовидным куполом, значительно больших размеров, чем у прообразов, не соответствует место перехода от четверика храма к восьмерику.

## Ход строительства
- Июнь 1903 г. — заготовка материалов, строительство сараев, рытьё колодцев и котлована.
- Начало августа 1906 г. — завершение строительства колокольни.
- 24 августа 1906 г . — поднятие колоколов и креста.
- 8-го сентября 1906 г. — поднятие второго креста.

## Наружные мозаики
В 1906 году Николай Рерих выполнил 12 эскизов мозаик и росписей, однако, реализованы были только две мозаики — «Спас Нерукотворный с избранными святыми» и «Покров Пресвятой Богородицы».
Из письма Льва Голубева брату Виктору от 26-го апреля 1907 г.
«[…] Церковь вышла замечательно красивой, мозаика Рериховского рисунка — Покров Святой Богородицы, тоже очень удачна, но тем не менее я очень рад, что роспись в церкви не будет по рисункам Рериха, потому что даже рисунок мозаики, не имеющий особенных отличительных черт Рериховских других вещей и то многим кажется немного странным. Очень хороши в этом рисунке Сама Богородица и Ея лик».

## Роспись храма

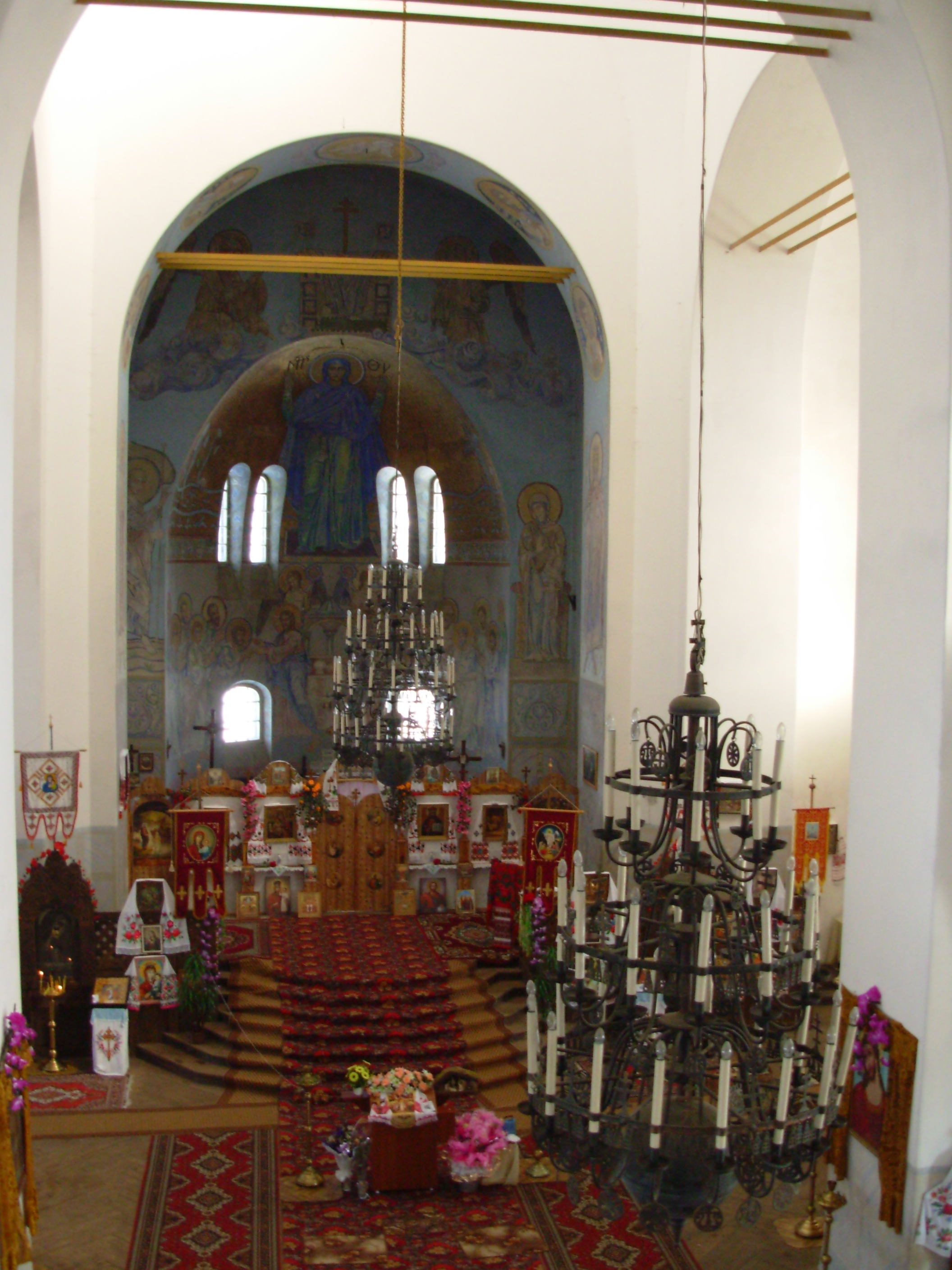
Вид с хор. Фото 2006 г.

Из договора на производство живописных работ между Л. В. Голубевым и В. Т. Перминовым от 18-го сентября 1906 г.
«[…] Обязуюсь исполнить означенную живопись по эскизам и указаниям классного художника Н. К. Рериха — минеральными красками док. Кейма — при моём личном участии и моими помощниками и мастерами …с выданных мне художником Н. К. Рерихом эскизов изготовить моими средствами и в моём помещении в г. Петербурге — все, признаваемые г. Рерихом за нужные картоны и шаблоны».
Из письма Льва В. Голубева к Виктору В. Голубеву. 23 октября 1906 г. С.-Петербург.
"[…] Вчера был у меня Владимир Александрович Покровский и передал мне, Рерих не хочет менять рисунки, говоря, что о всех сюжетах он с тобой переговорил и делал их по твоему желанию. Теперь живопись Рериха совсем не подходит к нашей церкви: она представляет собой извращение церковной живописи и может быть интересна, как произведение искусства (я сам ставлю очень высоко талант Рериха), но церковного в ней ничего нет.
  Когда мы с тобой затратили такие огромные деньги на церковь, то, понятно, не хочется, чтобы то, что больше всего будет бросаться в глаза, а именно живопись, совершенно не отвечала ни моим, ни твоим желаниям. 
Я говорю и про твои желания, так как ты мне сам говорил, что ты желаешь простой для крестьянского религиозного понимания доступной живописи.
 В виду того, что церковь без живописи будет грустна, то я думаю, что очень хорошо будет взять несколько копий с известных хороших образцов церковной живописи. Кажется, и твоя идея раньше была такова.
 Конечно, было бы не желательно обидеть чем-нибудь Николая Константиновича, в высшей степени симпатичного и талантливого человека, так что я думаю, что ты мог бы написать такое письмо, что, признавая вполне его талант и художества, ты и я, желая для Покровской церкви самую простую, крестьянам уже известную живопись, остановились на той идее, чтоб в церковь поместить несколько копий образцов древней церковной живописи, наиболее подходящей к деревенскому религиозному пониманию. В этом же письме ты можешь указать на меня, что и я не согласен с его живописью, а так как я являюсь состроителем храма, то ты не можешь без моего сочувствия поместить его живопись.
 Я принимаю, как само собою понятно, что ни я, ни ты, мы не будем в церкви устраивать то, что кому-нибудь из нас не симпатично, а наоборот, всегда найдём то, что будет нам обоим по душе».

### Исполнители работ
- Василий Тимофеевич Перминов, художник.
- Иконостас — Або (ныне Турку).
- Образа — работы В. П. Гурьянова (Москва).
- Иконы, кресты — иконописная мастерская П. П. Пашкова (Москва, Большой Тишинский пер.)

## Виды храма

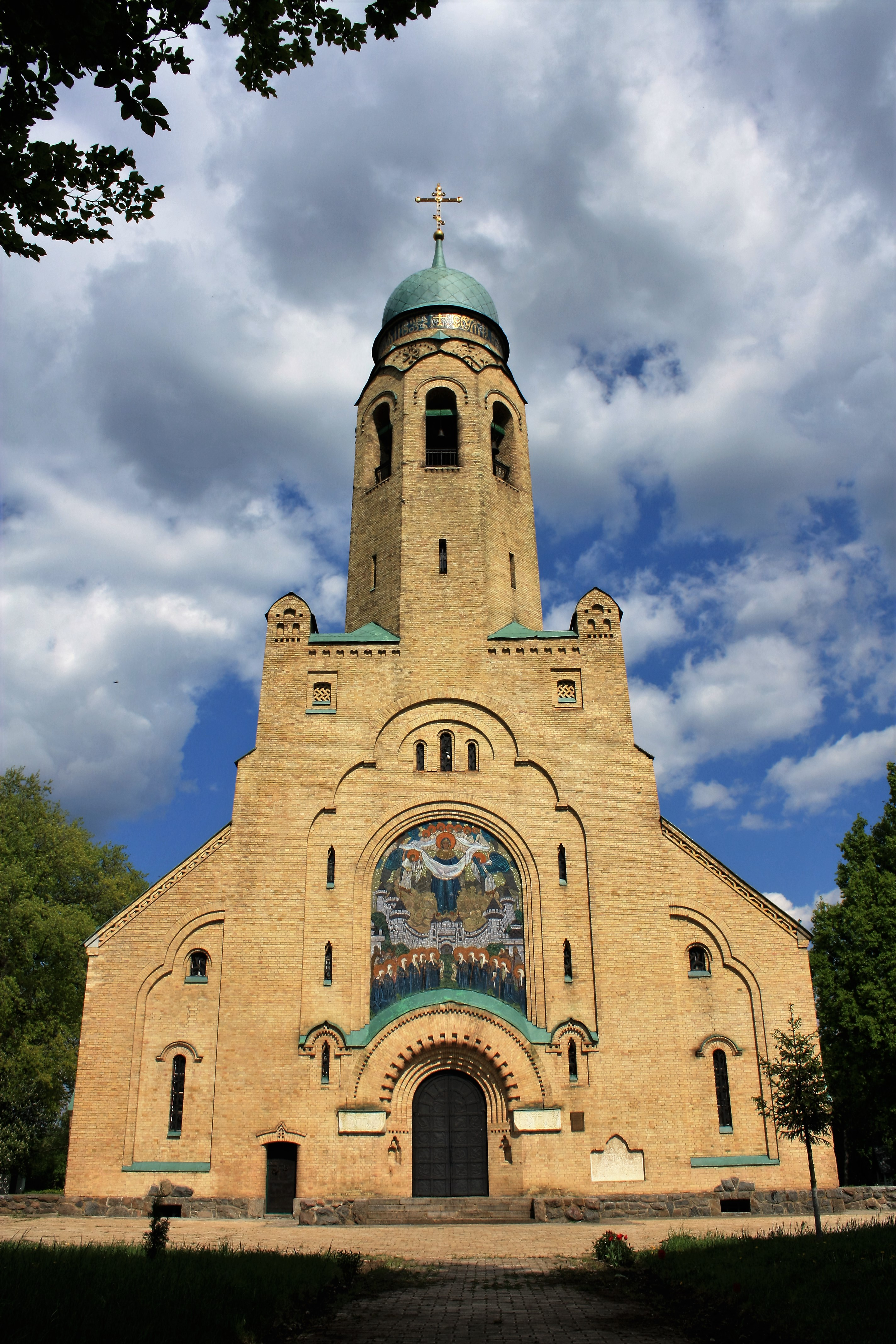
Вид с запада
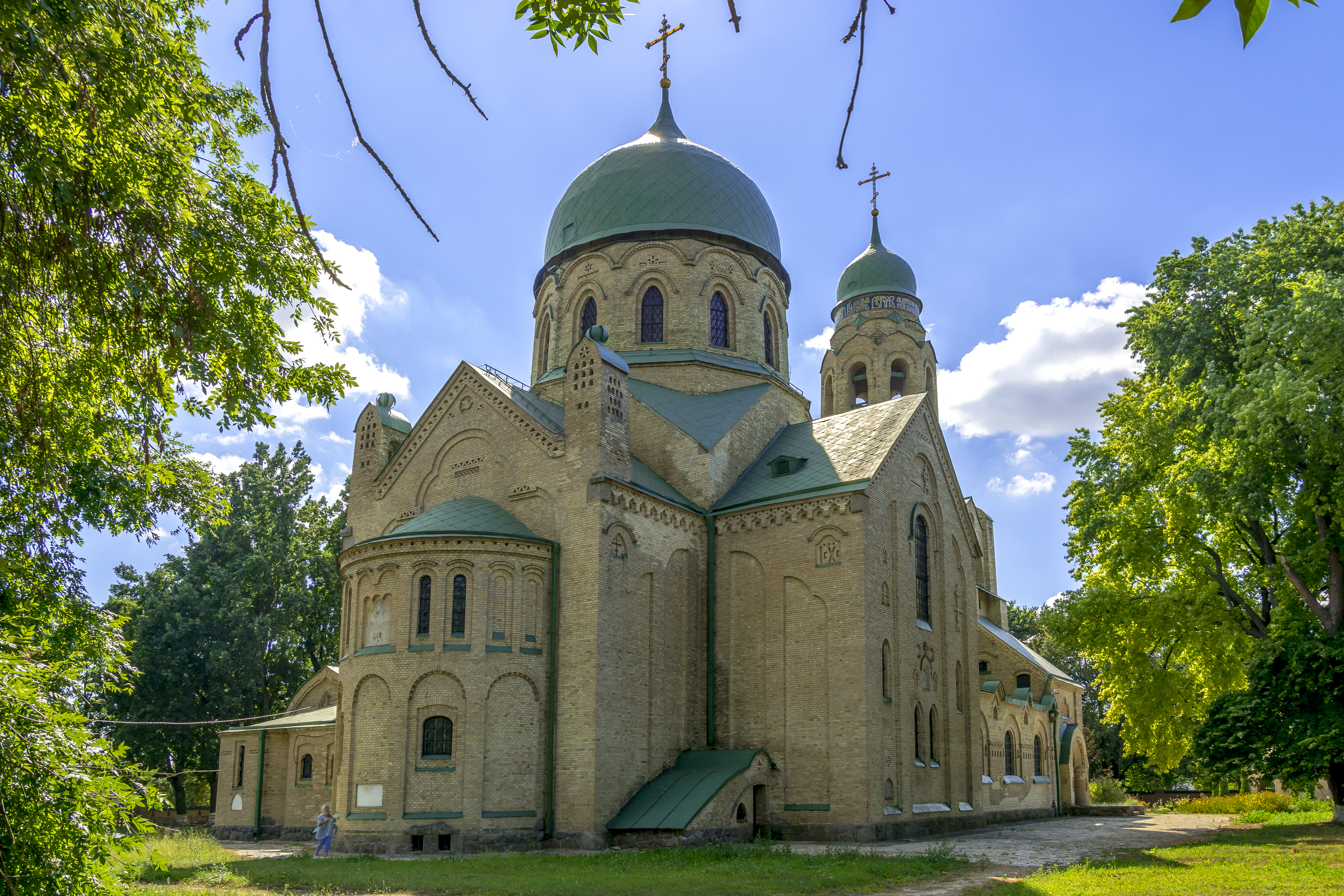
Вид с северо-востока
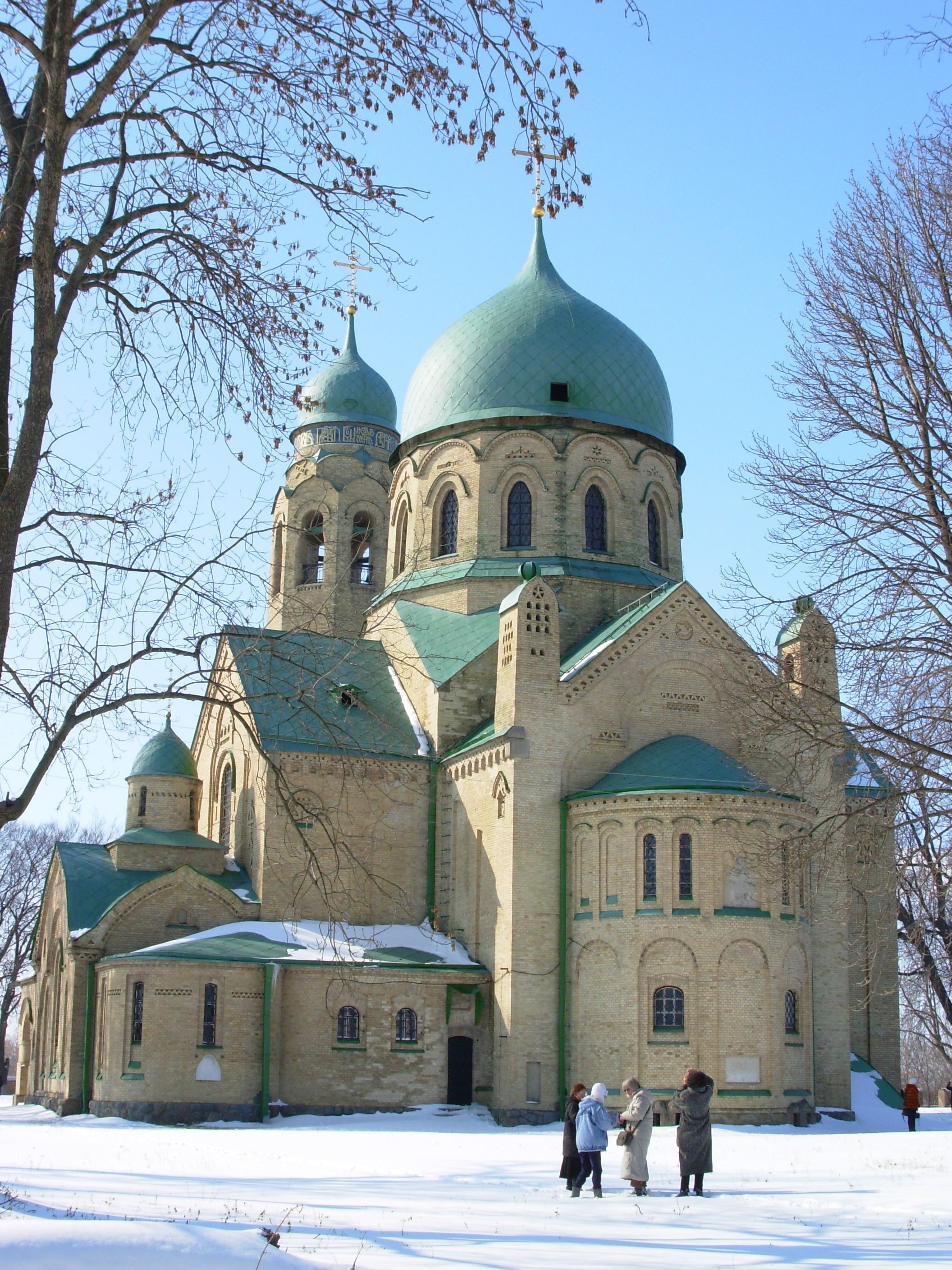
Вид с юго-востока
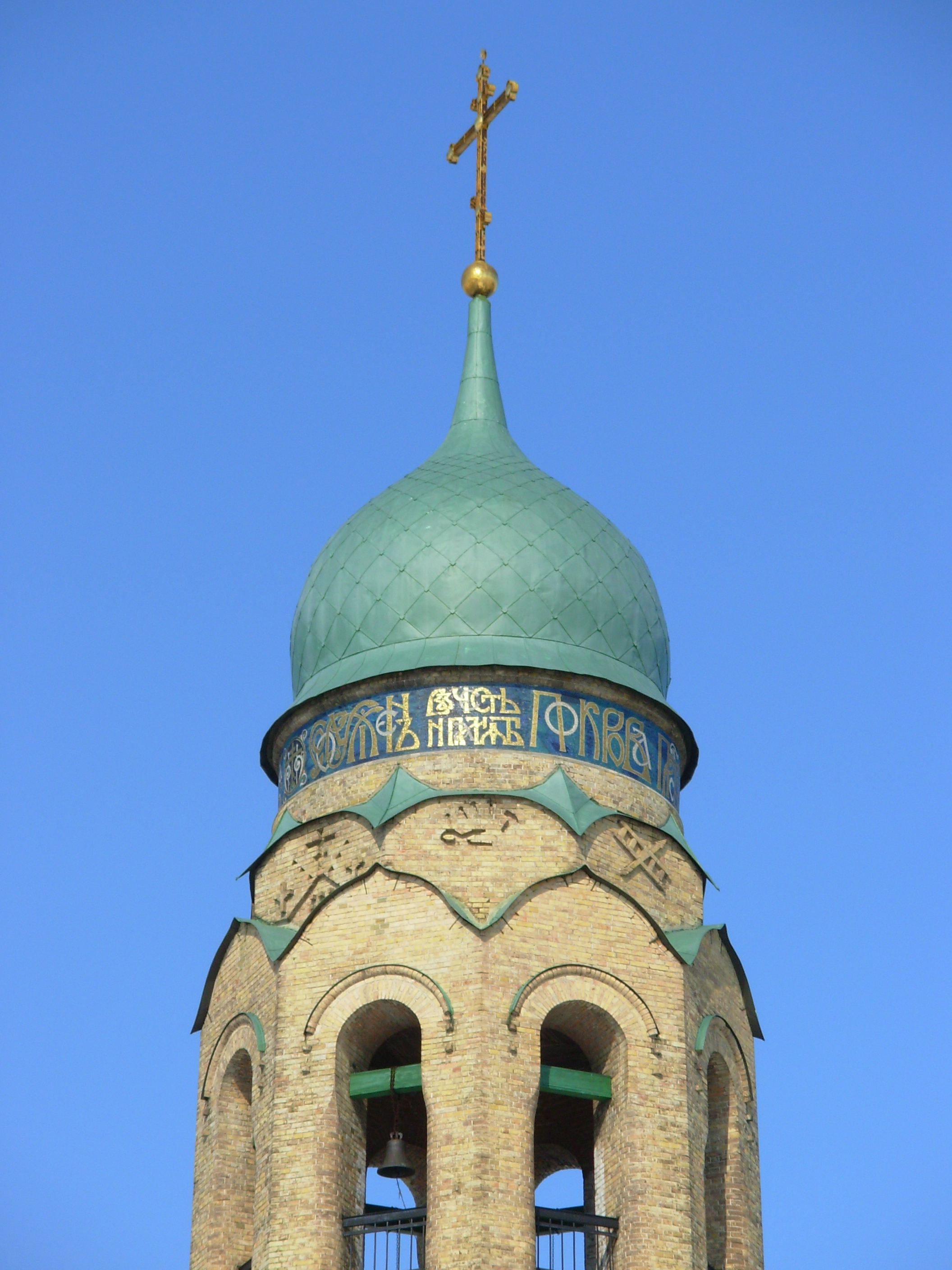
Храмозданная надпись
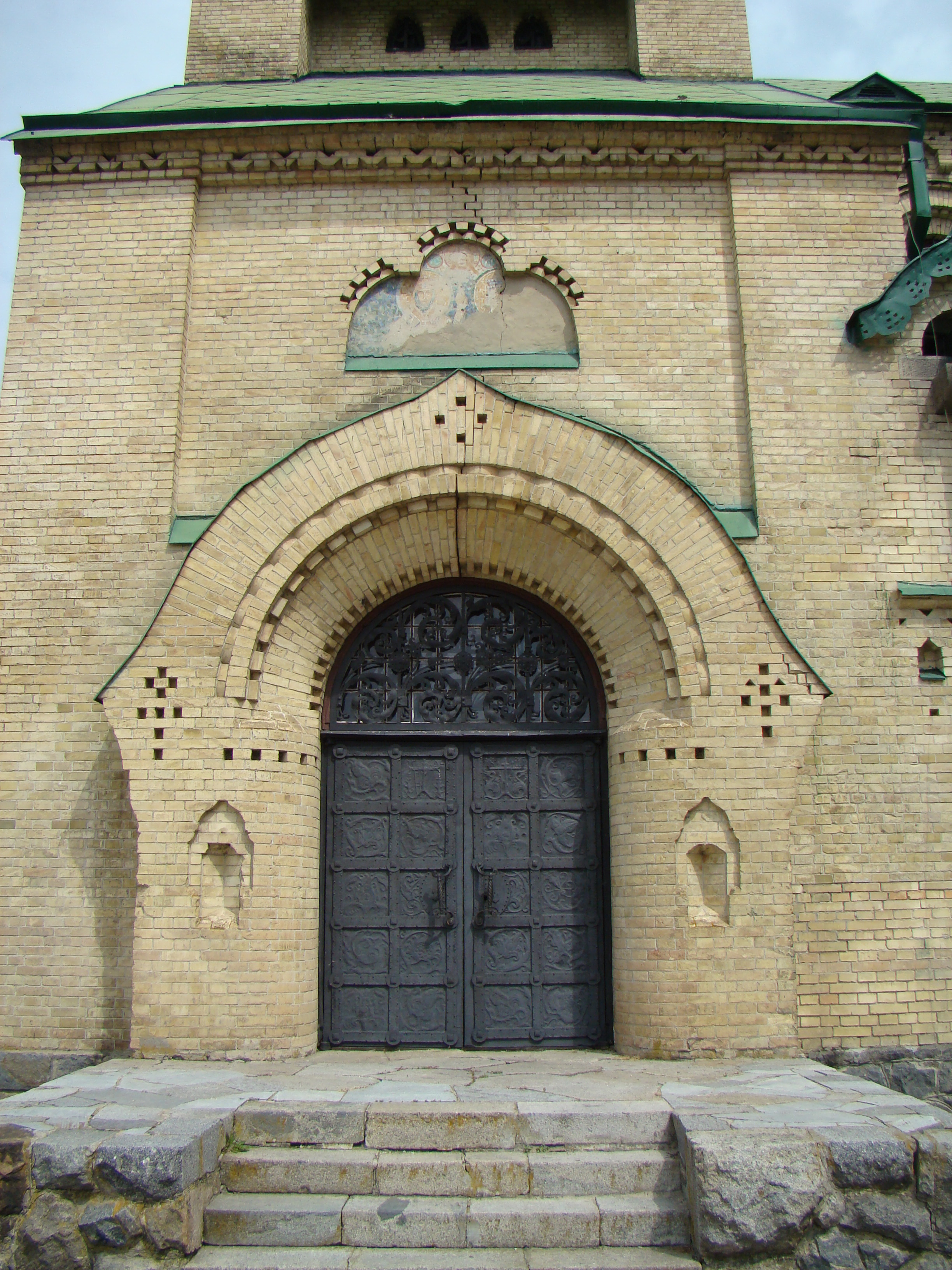
Южный вход

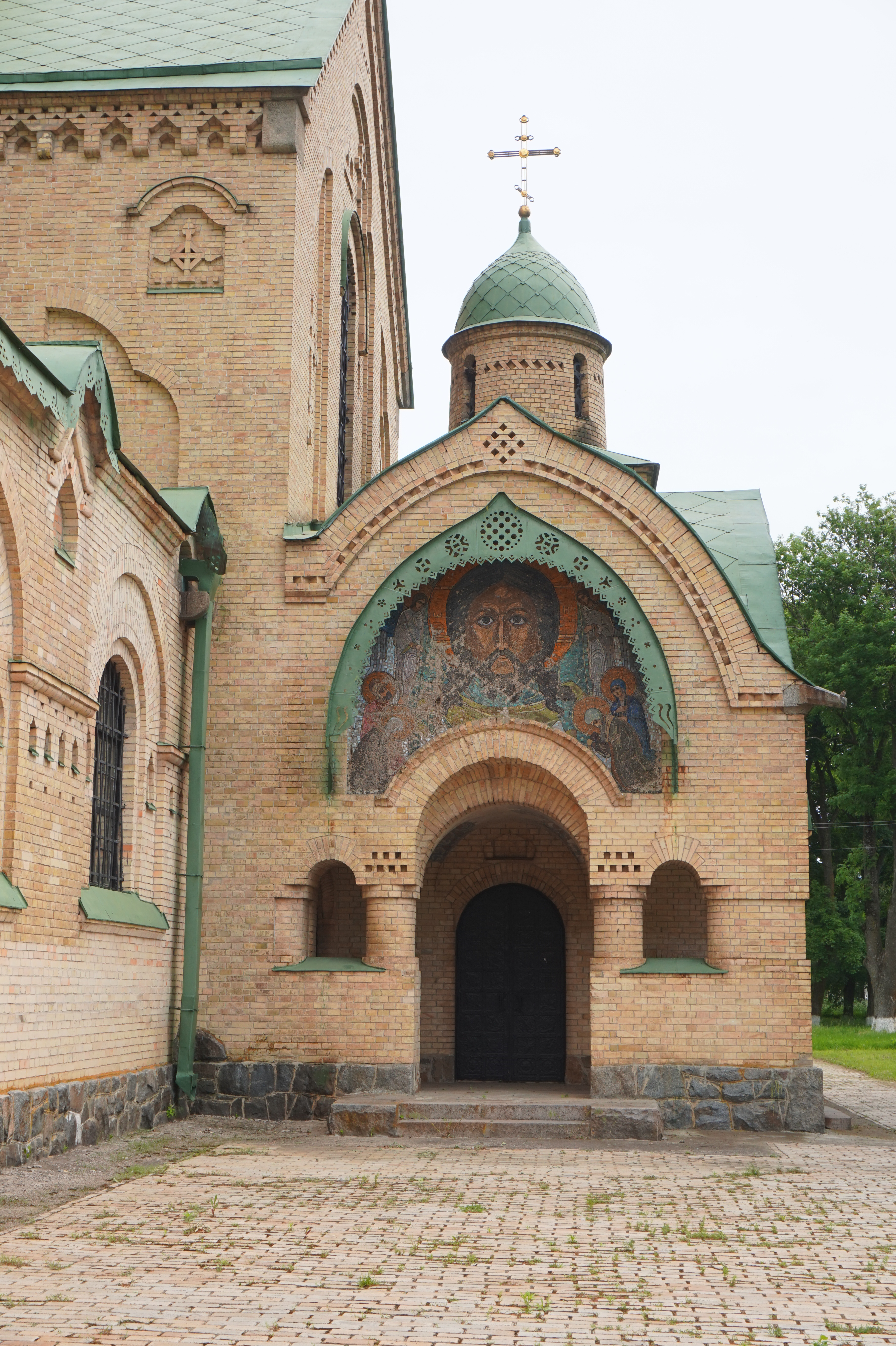
Придел святого Виктора
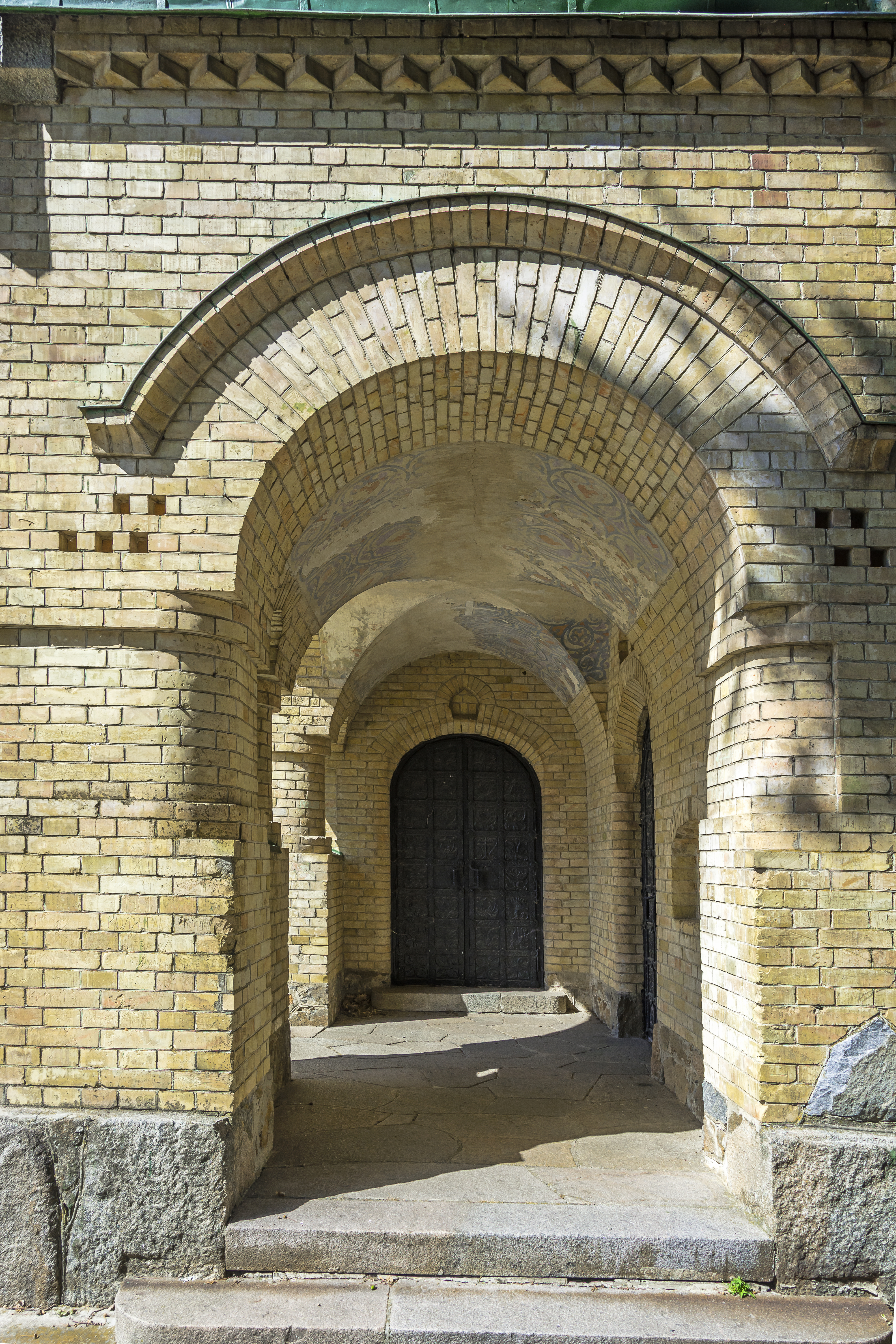
Крыльцо придела
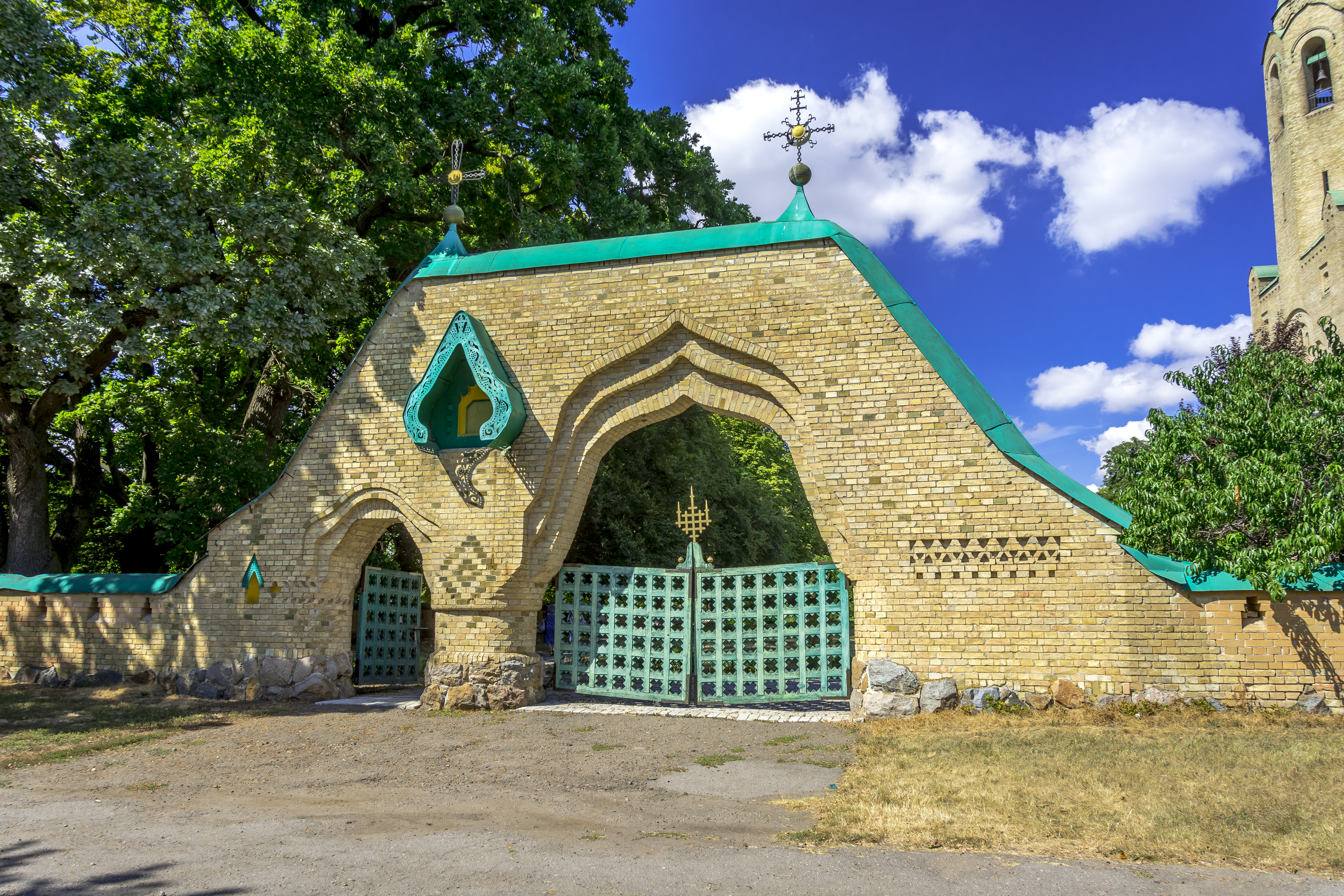
Ворота. Вид со двора
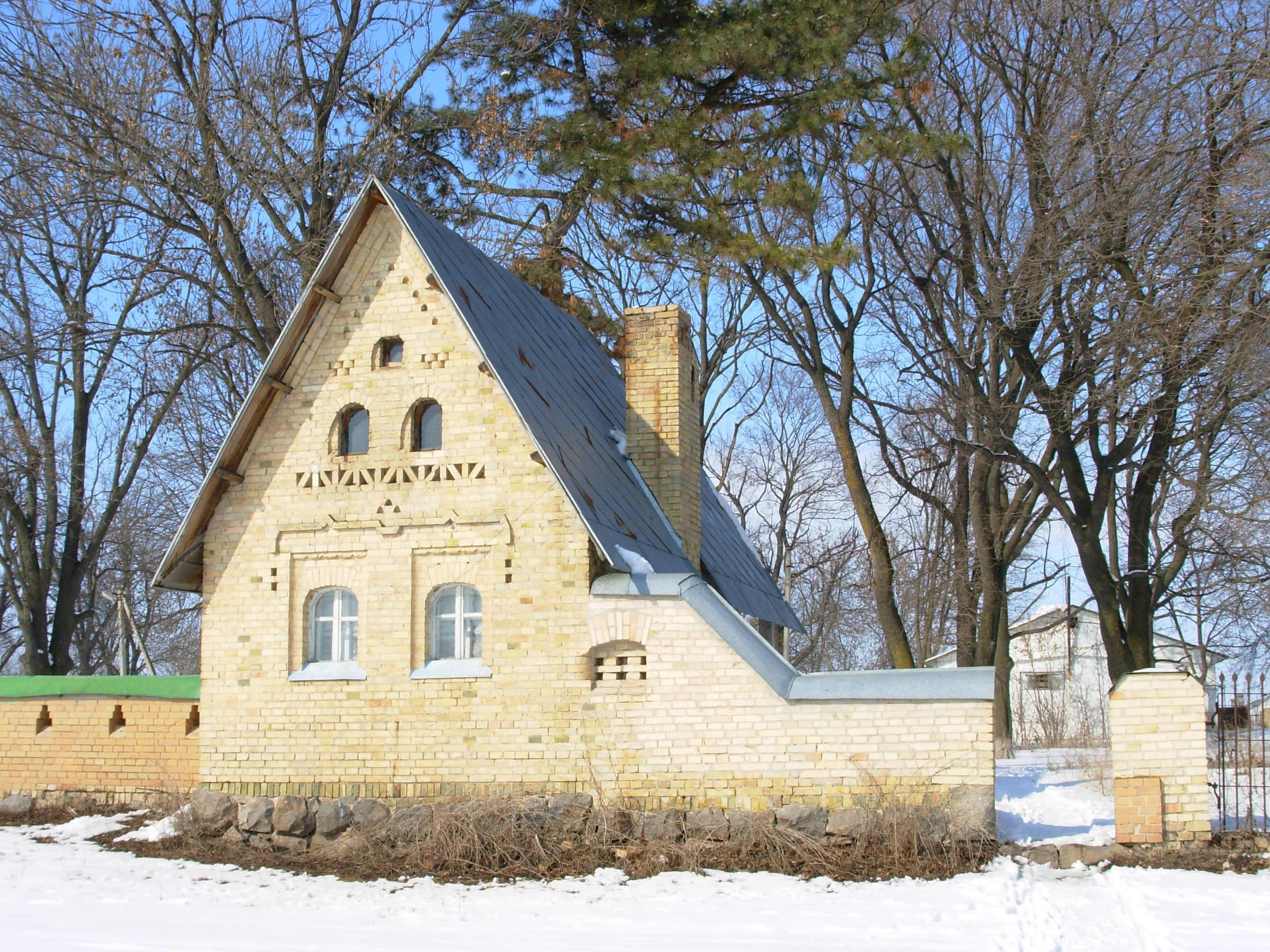
Сторожка